# Occhiatana
Occhiatana település Franciaországban, Haute-Corse megyében. Lakosainak száma 245 fő (2022. január 1.). Occhiatana Belgodère, Costa, Monticello, Olmi-Cappella, Pioggiola és Ville-di-Paraso községekkel határos.

## Népesség
A település népességének változása:
| Lakosok száma | 154  | 185  | 165  | 172  | 177  | 204  | 246  | 256  | 264  | 245  |
|               | 1968 | 1982 | 1990 | 2006 | 2013 | 2015 | 2017 | 2019 | 2020 | 2022 |